# Монумент Умшлагплац

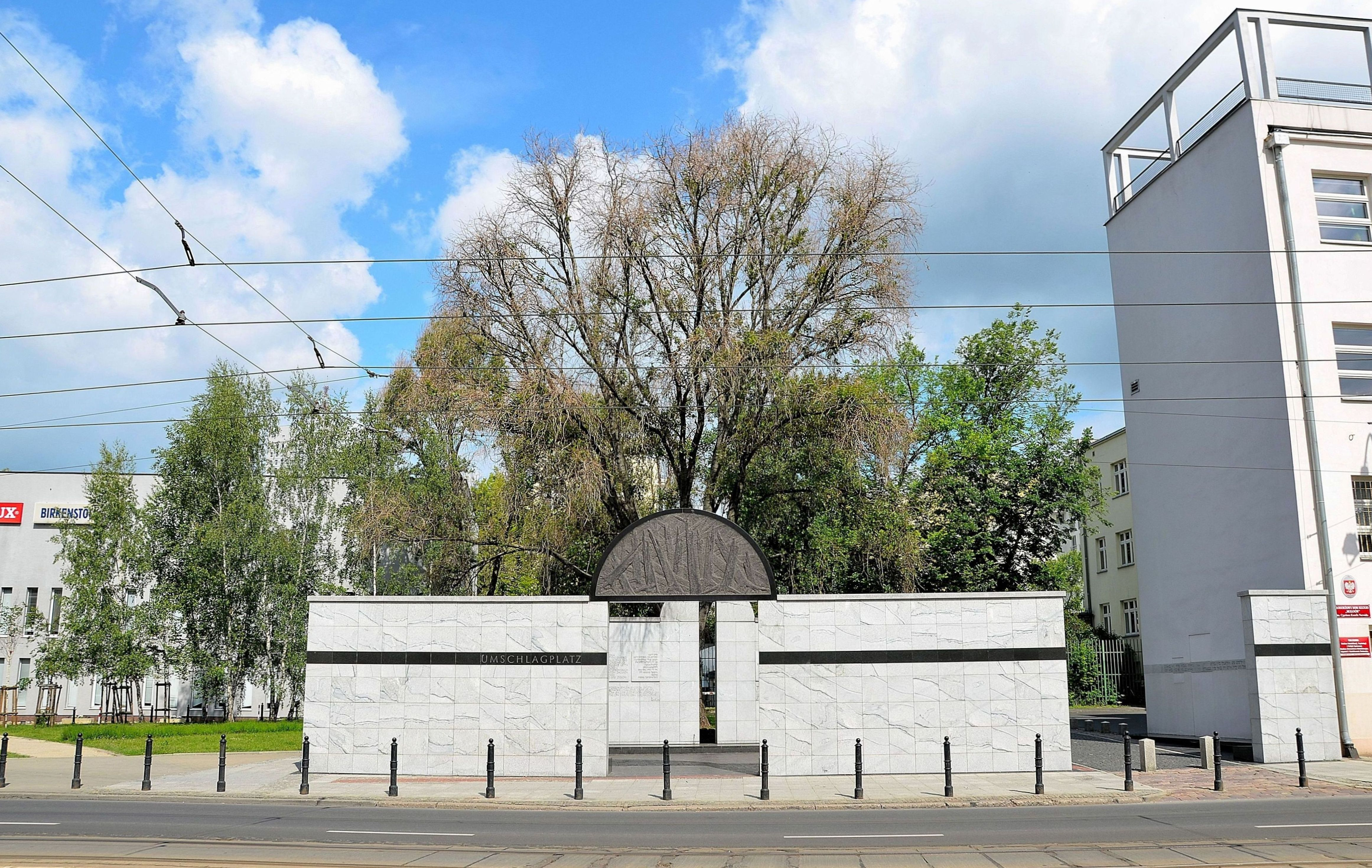
Умшлагплац

Монумент Умшлагплац (повна назва Стіна–Памятник Умшлагплац) — памятник у Варшаві на вулиці Ставки, на території колишньої площі Умшлагплац (перевалочної), звідки в 1942—1943 роках німці вивезли в табір Треблінка і табори в люблинському окрузі понад 300 тисяч євреїв з Варшавського гетто.

## Опис

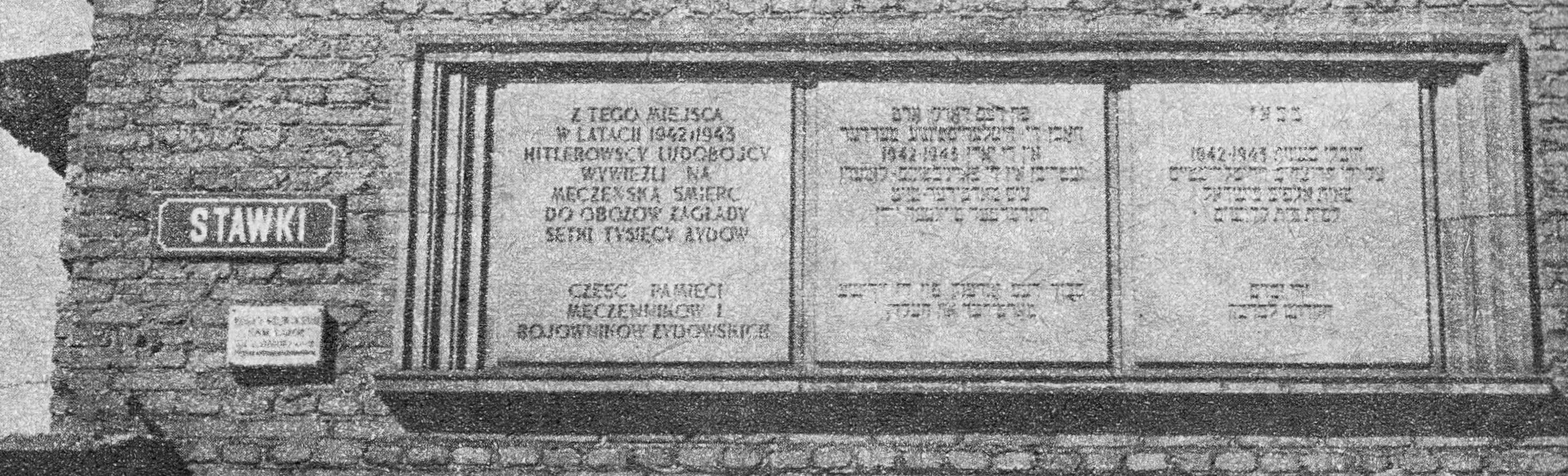
Перші післявоєнні увічнення Умшлагплац

Пам'ятник був відкритий 18 квітня 1988 року в переддень 45 річниці початку Повстання у Варшавському гетто. Був створений на основі проекту Ханни Шмаленберг і Владислава Кламеруса. Має форму білої чотириметрової стіни з чорним ременем на передній стінці пам'ятника, що є символом квітів єврейських ритуальних убрань. Оточений стіною простір у формі прямокутника розміром 20 × 6 м символізує відкритий залізничний вагон. На внутрішній стіні монумента в алфавітному порядку — від Aby до Żanny — вигравірувано 400 найпопулярніших до війни польських і єврейських імен. Вони показують столітнє співіснування в Варшаві обох громад і взаємопроникнення їх культур і релігій. Кожне ім'я символічно знаменує також тисячі жертв варшавського гетто. У центральній частині стіни знаходяться чотири кам'яні таблички з написами на наступних мовах: польською, їдиш, англійською та івритом:

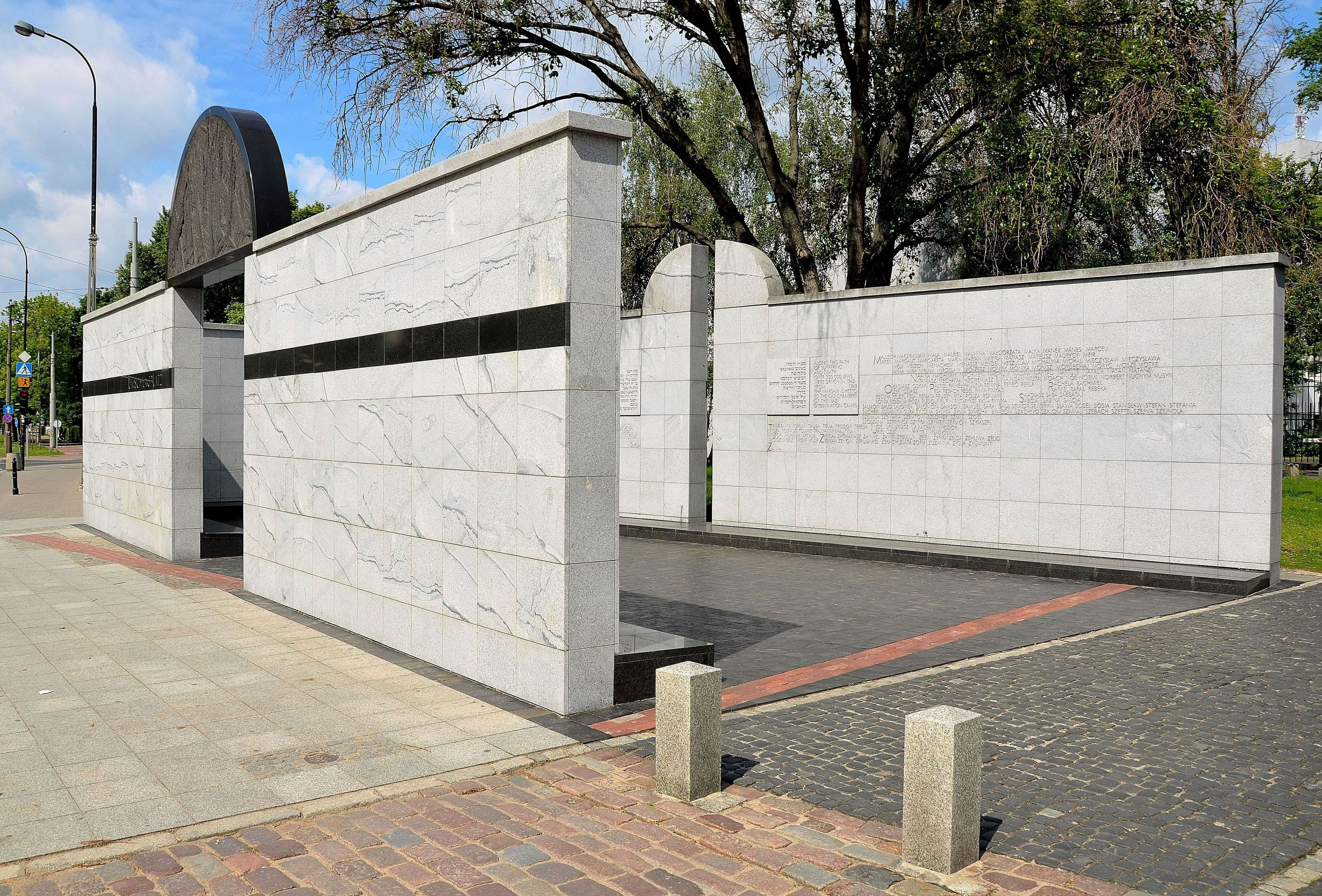
Стіни пам'ятника, що оточують з трьох сторін фрагмент колишнього Умшлагплац, на передньому плані дорога смерті

«Цим шляхом страждання і смерті в 1942—1943 роки з створеного в Варшаві гетто до гітлерівських таборів смерті пройшли більше 300 тис. чоловік. Євреїв»
Ворота на територію вінчає напівкругла чорна дошка, виточена з блоку сієніту, подарованого урядом і суспільством Швеції. Розміщений на ньому барельєф із зображенням поваленого лісу (в єврейському поховальному мистецтві зламане дерево означає передчасну, насильницьку смерть) символізує загибель єврейського народу. На осі головних широких воріт також є другі ворота — вузький вертикальний просвіт, через який видно дерево, яке виросло за пам'ятником вже після війни. Воно є символом надії. Осьове розташування двох воріт символізує перехід від смерті до надії життя.

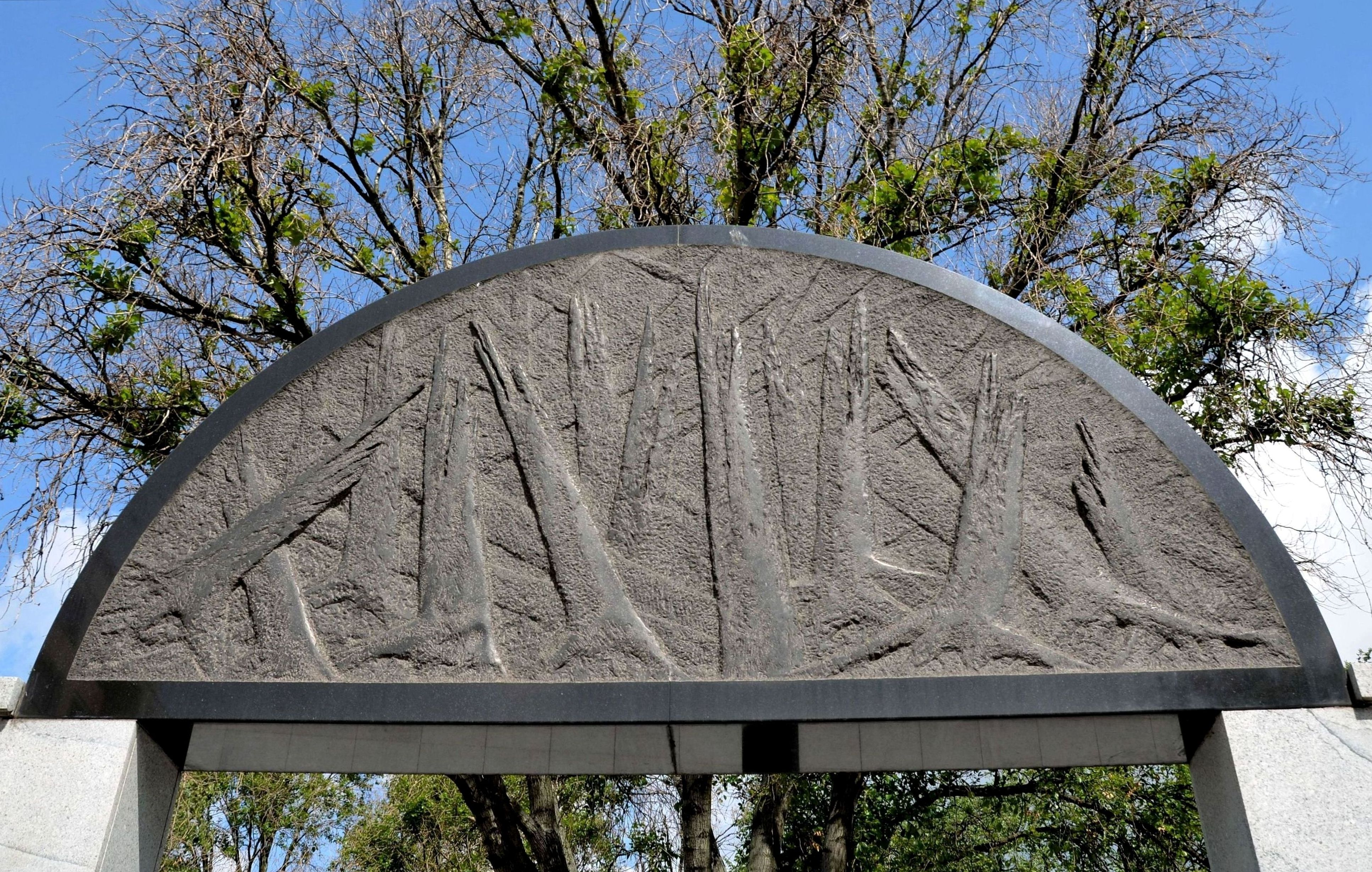
Сіенітовий блок над входом з символом поваленого лісу

На бічній стіні, поруч з пам'яттю про будівлю (до війни № 8, в даний час № 10) знаходиться цитата з Книги Йова польською мовою, ідиш та івритом: Земля не приховуй моєї крові, щоб мій крик не припинявся (Йов 16:18). Напис перетинає контури двох вікон і дверей. Від краю вулиці Ставки, між головним корпусом пам'ятника і стіною школи, лежить під невеликим нахилом дорога смерті, по якій на залізничну рампу гнали євреїв, що чекали на площі транспортування в Треблінку. У рамках святкування дорога була вимощена чорною базальтовою кісткою.
На задній стіні пам'ятника висічена табличка з іменами його творців і засновників.
Пам'ятник являє собою закінчення, відкритої в той же день, Дороги Пам'яті Мучеництва і Боротьби євреїв, яка починається на перетині вулиць Анілевіча і Заменгофа, і простягається по вулицях Заменгофа, Дюбуа і Ставки.
11 червня 1999, під час своєї сьомої апостольської подорожі до Польщі, молитву за єврейський народ відспівав тут Іоанн Павло II.

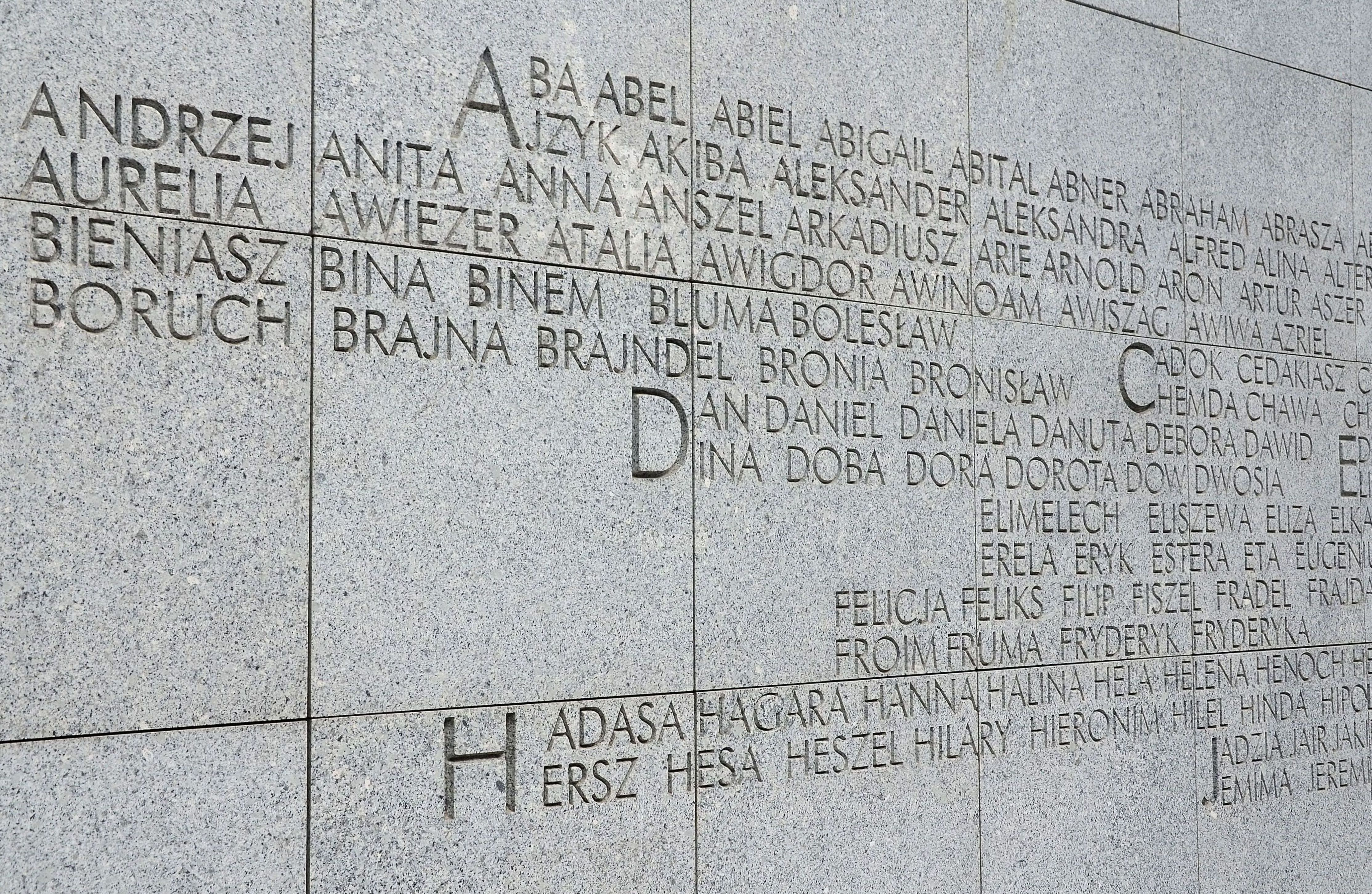
Імена, вигравійовані на стіні меморіалу

У 2002 пам'ятник, фрагмент площі, що зберігся і обидві прилеглі до неї будівлі (перед війною Ставки 4/6 і 8, в даний час № 10) були внесені до реєстру пам'яток.
У 2007—2008 рр. був проведений капітальний ремонт пам'ятника, що перебував в дуже поганому стані через низьку якість матеріалів, які використовувалися для його виготовлення. Плити з білого мармуру «Біла Маріанна» замінили тоді облицюванням, виготовленим з міцнішого для негоди сірого граніту з Зимника в Нижній Сілезії. Відповідно до проекту Ханни Шмаленберг і Терези Муракамі сквер навколо пам'ятника був розрізаний глиняно-гравійною доріжкою, а від перехрестя вулиць Ставки і Дикої вглиб скверу була посаджена вузька хвиляста смуга синіх (кольору прапора Ізраїлю) квітів гісопа.

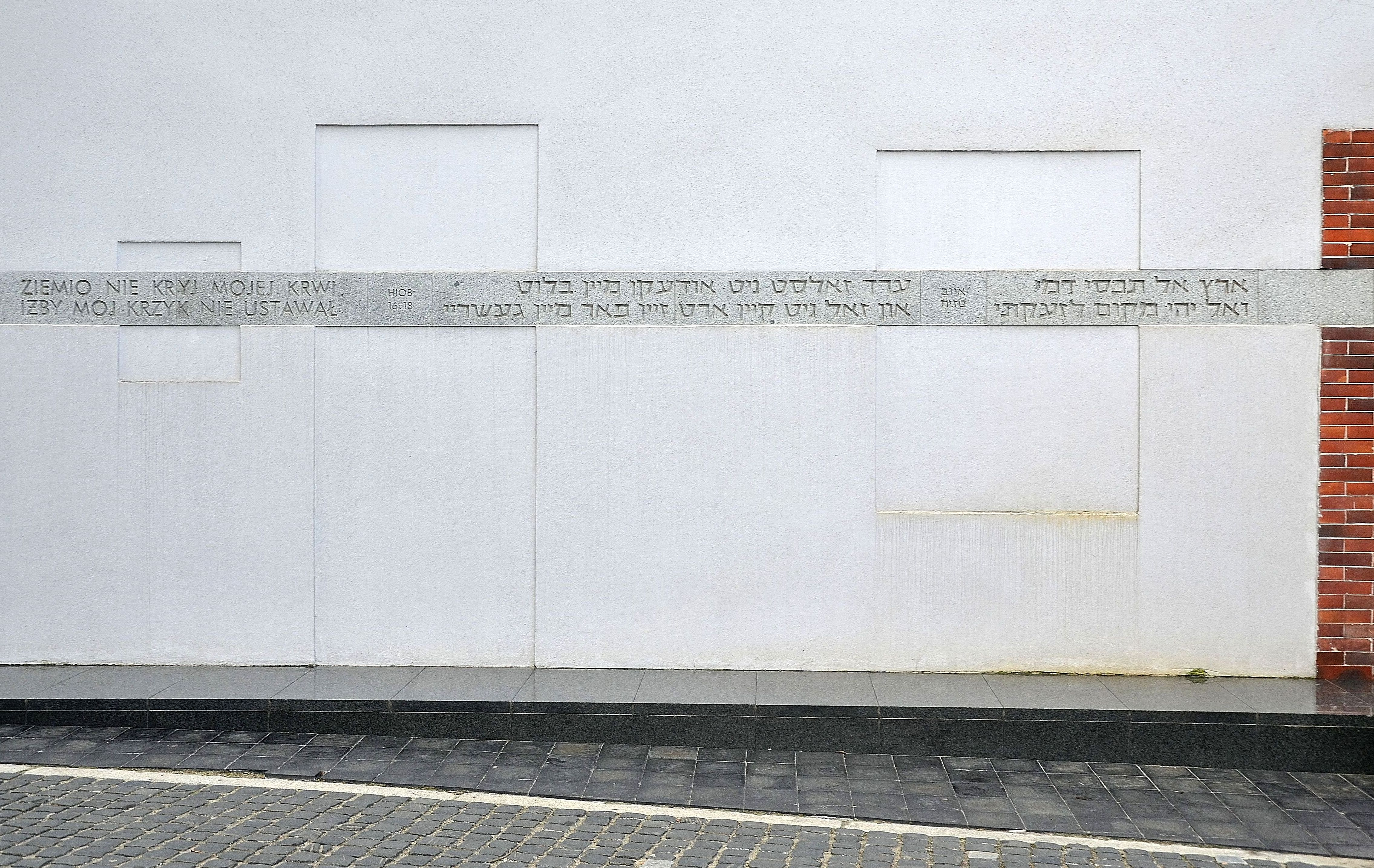
Цитата з Книги Йова на боковой стіні будівлі, що перетинає контури вікон і дверей

## Перше вшанування Умшлагплац
Нинішній пам'ятник замінив перші повоєнні пам'ятники цього місця у вигляді таблиці з піщанику, розташованої в 1948 на бічній стіні одного з будинків Умшлагплац (з боку вулиці Ставки). На ній був напис польською, івритом та ідишем
«З цього місця в 1942 і 1943 роках фашистські вбивці вивезли на мученицьку смерть у концтаборах сотні тисяч євреїв. Честь пам'яті єврейських мучеників і бійців.»

## Оточення

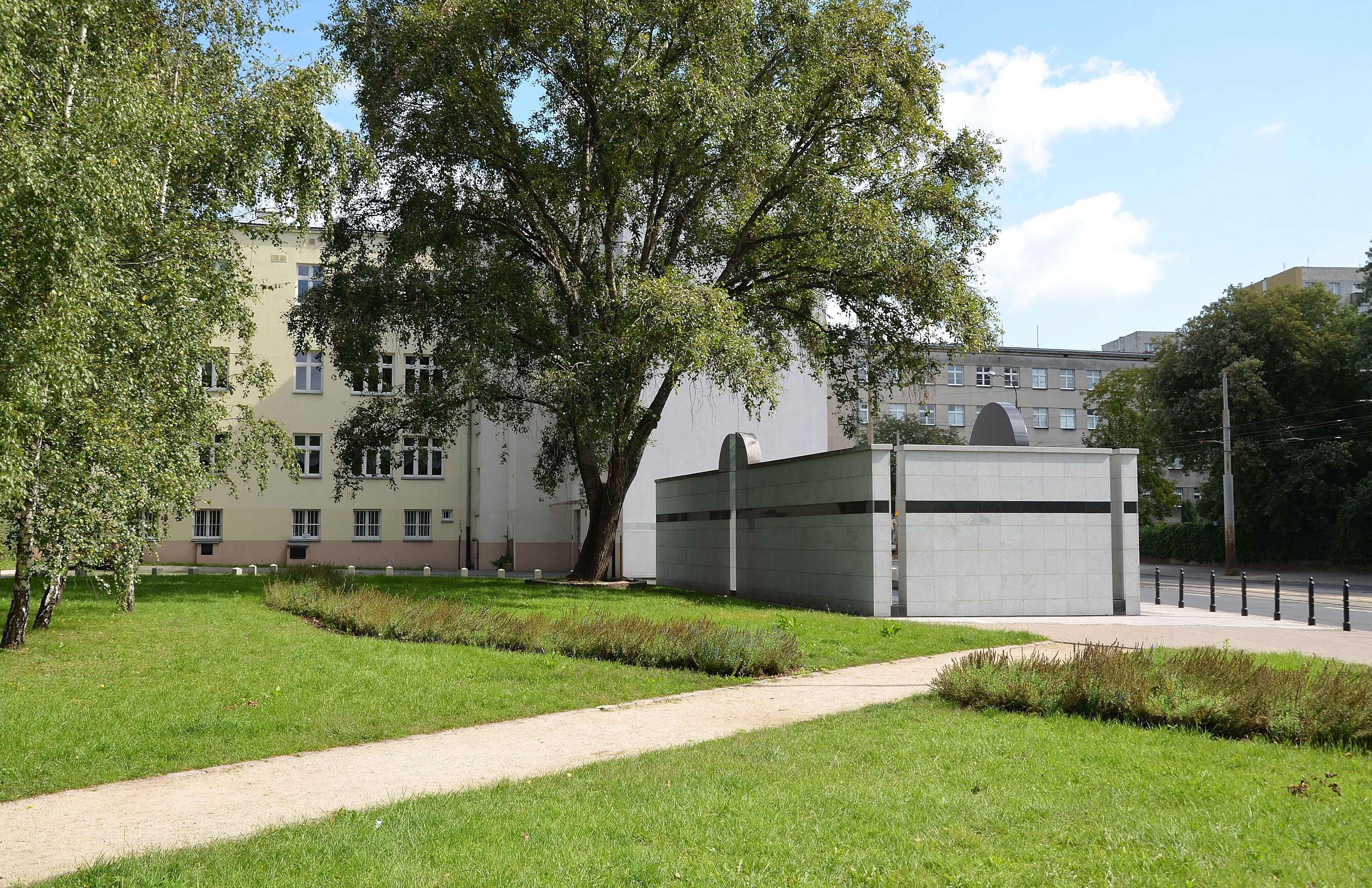
Пам'ятник зі сторони вул. Дикої

- Тракт Пам'яті Мучеництва та Боротьби Євреїв — кам'яний блок, що увічнює створення німцями в 1940 гетто у Варшаві (вулиця Ставкі, ріг вулиці Дикої).
- Будівля факультету психології Варшавського Університету (до війни № 21, зараз № 5/7) — в цій будівлі в 1942—1943 роках перебував загін СС, що керував Умшлагплац.
- Позаду комплексу середніх і економічних шкіл № 1, зберігся фрагмент стіни гетто, що був кордоном Умшлагплац. В 2014 був розібраний і після очищення цегли відтворений знову.